# Mezzocammino

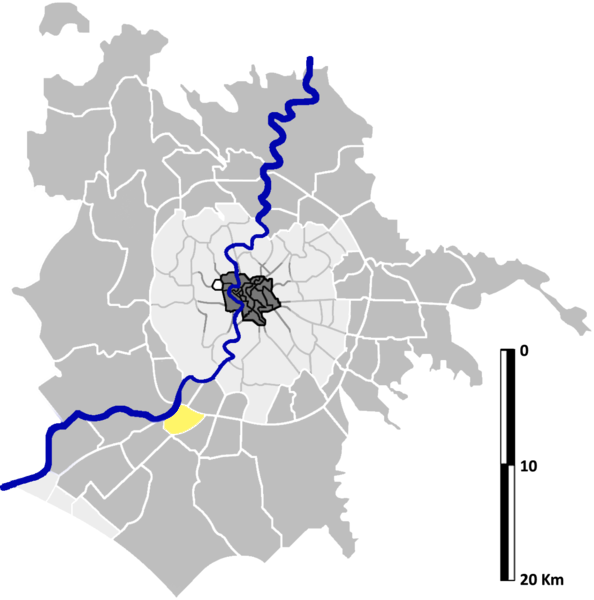
Lage von Mezzocammino in Rom

Mezzocammino bezeichnet die 31. Zone, abgekürzt als Z.XXXI, der italienischen Hauptstadt Rom. Im Gegensatz zu den Rioni, Quartieri und Suburbi sind es die ländlicheren Gebiete von Rom. Sie gehört zum Municipio IX und zählt 13.107 Einwohner (2016). Sie befindet sich im Südwesten der Stadt außerhalb der römischen Ringautobahn A90 und hat eine Fläche von 5,1201 km².
Der Name bedeute halber Weg und meint, dass der Stadtteil auf halber Strecke zwischen Rom und Tibermündung liegt. In früher Zeit brauchten die Händler für die Strecke zwei Tage, was bedeutet, dass sie hier übernachteten.

## Geschichte
Mezzocammino wurde am 13. September 1961 durch Beschluss des Commissario Straordinario gegründet. Damals wurde der Ager Romanus in 59 Zonen geteilt, denen eine römische Zahl zugeteilt wurde und ein Z vorgestellt wurde. Davon wurden sechs an die neugegründete Gemeinde Fiumicino komplett ausgegliedert und drei weitere teilweise.

## Sehenswürdigkeit
- Sacro Cuore di Gesù agonizzante a Vitinia